# Nissan GT-R
Nissan GT-R  — суперкар, выпускаемый компанией Nissan Motor. Представлен в качестве серийной модели в Токийском автосалоне 24 октября 2007 года, продажи начались в 2008 году в Японии, затем в США и Европе. В отличие от предшественников, выпускавшихся только для JDM и ограниченным тиражом поставлявшихся в Великобританию, имеется вариант с левым рулём. В 2025 году компания Nissan прекратит производство GT-R. По словам представителей компании Nissan, проблема заключается в невозможности изготовления некоторых деталей из-за сложности сборки. В 2024 году компания Artisan готовит Nissan GT-R R35, стилизованный под R34, с двигателем мощностью 1000 л.с.

## История

### Именование
Начиная с 2007 года Nissan переименовал Skyline GT-R в GT-R. Отчасти это вызвано рыночными соображениями, отчасти техническими: если вплоть до R34 Skyline GT-R был по сути усовершенствованным Skyline, то теперь GT-R представляет собой отдельную модель.

### Концепт-кары
- Nissan GT-R Concept, показан на Токийском автосалоне в 2001 году.
- GT-R Proto, показан в 2005. Было объявлено, что серийный GT-R будет на 80 % основываться на нем.
- Один из ходовых прототипов Nissan GT-R R35, скрытый в кузове Nissan Skyline V35, все узлы и агрегаты полностью соответствуют обычному Nissan GT-R R35. разрабатывали на базе V35 в качестве мула, чтобы скрыть от общественности дизайн финального GT-R R35. Данный прототип тестировали в 2005 году на Нюрбургринге в Германии. На данный момент прототип стоит в магазине Nordring, как выставочный экспонат[1].

- Первый концепт Nissan GT-R 2001 год
- Nissan GT-R Proto на автомобильной выставке в Токио в 2005 году

## Спецификации
- Двигатель: VR38DETT 6-цилиндровый V-образный, объемом 3,8 л, с двумя турбонаддувами IHI, расположен впереди. Мощность: 353 кВт (от 485 до 600 л. с. в зависимости от года выпуска и модификации) при 6400 об/мин. Каждый двигатель собирался вручную.
- Трансмиссия: полноприводная ATTESA E-TS с механически блокируемым дифференциалом. Трансмиссия включает два приводных вала, один передает мощность от двигателя к коробке передач, расположенной в задней части автомобиля, для привода задних колес, второй — от коробки к передним колесам.
- Коробка передач: 6-ступенчатая роботизированная BorgWarner с двойным сцеплением. Время переключения менее 0,15 с. Находится в задней части автомобиля.
- Кованые колесные диски из сверхлегкого алюминиевого сплава
- Тормозная система: дисковые 15" тормоза Brembo с 6-поршневыми суппортами спереди и 4-поршневыми сзади
- Независимая подвеска: Bilstein DampTronic.

## Специальные версии

### Spec V
В 2009 году была представлена модификация GT-R Spec V с битурбированным 3,8-литровым V6, имеющая стоимость от 160 тысяч долларов и выше.

### Egoist
В 2011 году была представлена модификация Egoist также с битурбированным 3,8-литровым V6 мощностью в 530 л. с. Трансмиссия — шестиступенчатый робот с системой двойного сцепления. До 100 км/ч разгоняется за 3,04 с и имеет максимальную скорость в 320 км/ч. Отличительными чертами модификации Egoist стали шестиспицевые колесные диски RAYS и кожаный салон. Эксклюзивная версия спорткара была оценена в 160 тысяч долларов.

### Nismo
В конце 2013 года была представлена версия от Nismo. Такой GT-R стал доступен в Японии в конце февраля 2014 года.
— Под капотом 3,8-литровый V6 двигатель VR38DETT. Мощность двигателя — 600 л. с. и 652 Н•м крутящего момента. Масса 1720 кг. Максимальная скорость 320 км/ч.
— Эксклюзивные Nismo шины, разработанные Dunlop, демонстрируют выдающееся сцепление и хорошую управляемость.
— Передняя колея расширена на 10 мм.
— Новые 20-дюймовые кованые колесные диски RAYS, окрашенные в черный цвет.
— Алюминиевый багажник был заменен на карбоновый аналог.
— Был добавлен новый аэродинамический обвес.
— Было добавлено большое антикрыло.
— Сиденья и оплетка руля сделаны из замши и окрашены в черный и красный цвет.
— Новая светодиодная передняя оптика, её световой пучок может поворачиваться вслед за рулём.
— По словам японских инженеров кузов и подвеска нового GT-R стали жестче, улучшилась шумоизоляция салона, вес автомобиля уменьшился на 17 кг. Автомобиль проехал круг по Nurburgring Nordshleife за 7:08,679. Стоимость около 150 000$.

### Nissan GT-R Final Edition
Компания Nissan прекратит производство культового спорткара GT-R в 2025 году, сообщило со ссылкой на анонимные источники японское издание Mag-X. В ближайшее время будет проанонсирована новая партия в 1500 экземпляров GT-R, и она станет последней для модели, появившейся в 2007 году.
По данным X-Mag, такое решение было принято Nissan в связи с тем, что в будущем компания не сможет обеспечить производство автомобиля его специфическими комплектующими. О каких именно деталях идёт речь, в публикации не сообщается.

Из ярких отличий последний редизайн автомобиля получил обновленный передний бампер, также подобный редизайн получила версия Nismo